# Carl Rodeck

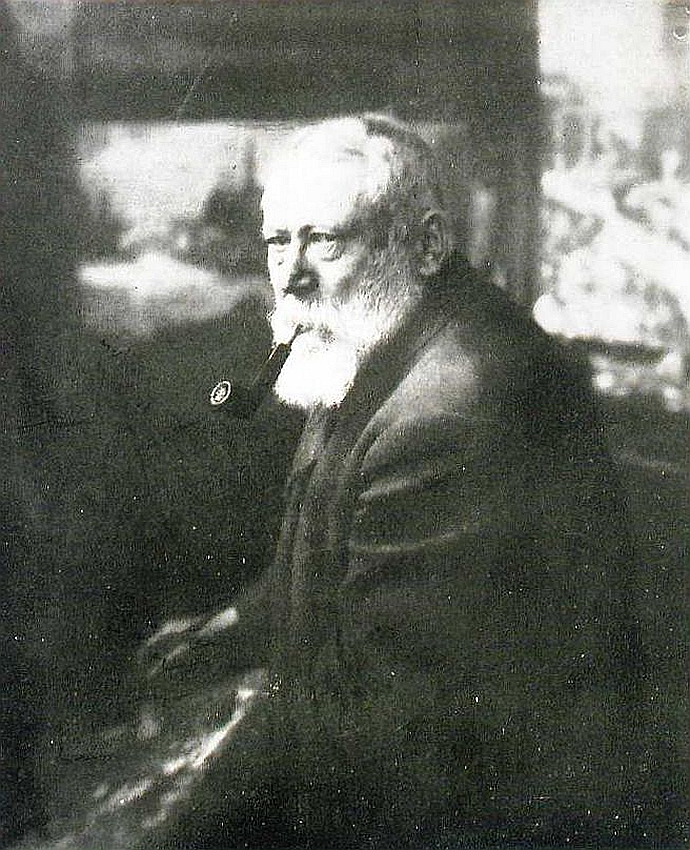
Selbstporträt

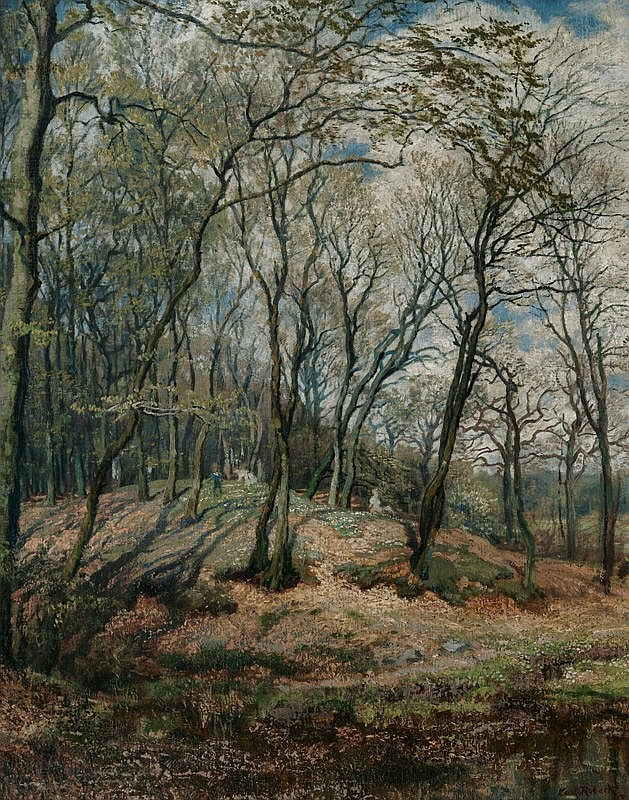
Frühling im Walde

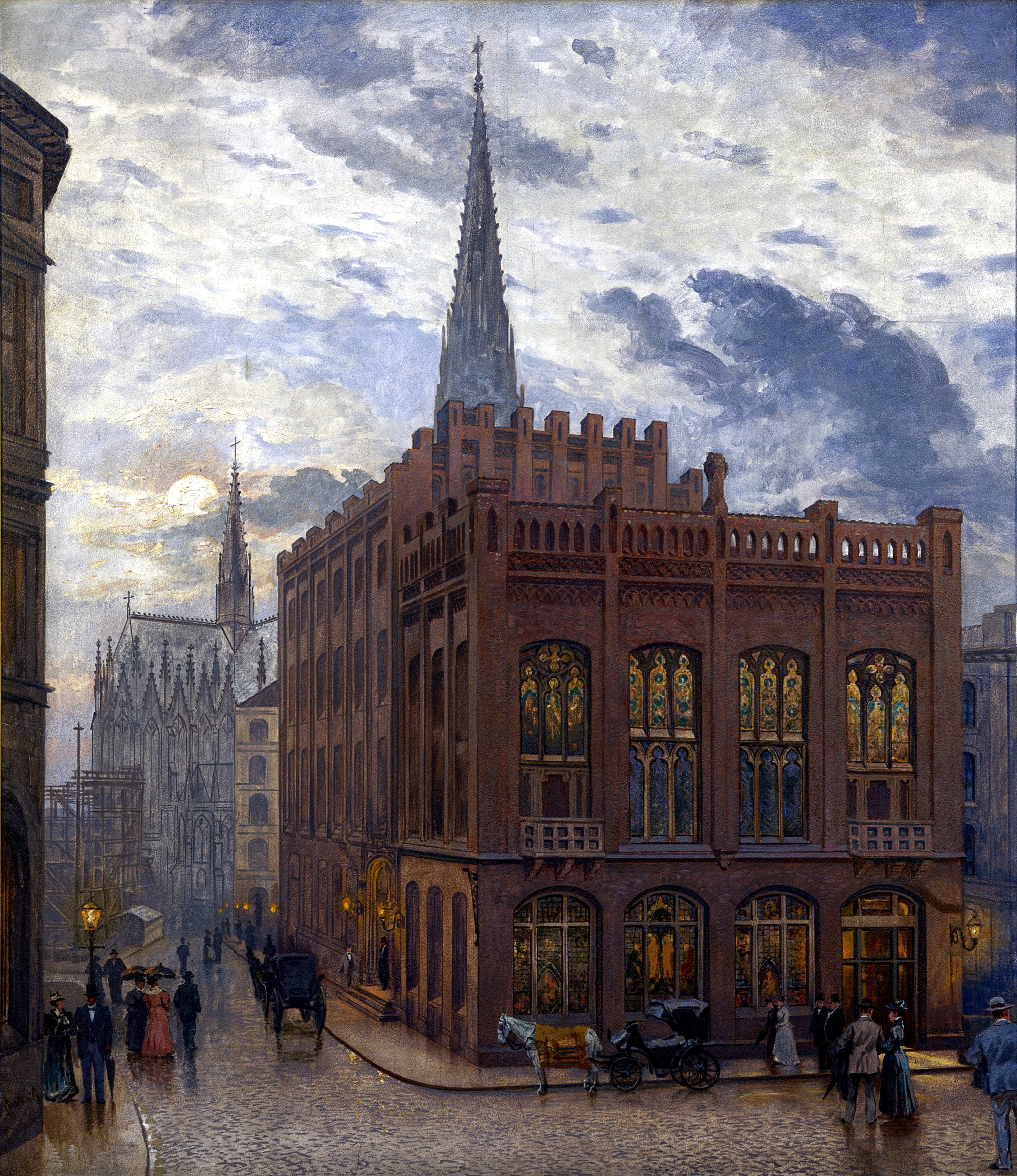
Gebäude der Patriotischen Gesellschaft, um 1897, Lobby der Bürgerschaft im Hamburger Rathaus

Carl Rodeck (* 13. November 1841 in Emden; † 14. April 1909 in Hamburg) war ein deutscher Radierer, Landschafts- und Marinemaler.

## Leben
Rodecks Vater war als Lithograph und Steindrucker tätig. 1842 zog die Familie nach Hamburg, wo der Vater ein eigenes Geschäft eröffnete. Im Jahre 1863 begann Rodeck sein Kunststudium an der Großherzoglich-Sächsischen Kunstschule in Weimar bei Arnold Böcklin, Ferdinand Pauwels und Alexander Michelis.
1869 musste Rodeck sein Studium unterbrechen, um den kranken Vater im Geschäft zu ersetzen. Danach studierte er in Berlin, arbeitete einige Monate selbstständig, musste jedoch sein Studium erneut 1871 unterbrechen, um das Geschäft in Hamburg zu betreiben. Bis zum Tod seines Vaters führte er noch dessen Lithographiegeschäft, danach widmete er sich endgültig der Malerei. Er malte die Ansichten von Hamburg und Waldlandschaften aus der Umgebung der Stadt.
Nach einem Aufenthalt in Norwegen besuchte er zusammen mit seinem Freund, dem Hamburger Kunstmaler Carl Oesterley, die Niederlande, Belgien und England.
Rodeck gab Privatunterricht im Zeichnen und Malen für Töchter aus dem gehobenen Hamburger Bürgertum, unter anderem für die Schwestern Helene und Molly Cramer oder die Malerin Auguste Hansch. Unter seinen Schülerinnen lernte er auch seine zukünftige Frau kennen, Maria Hastedt, die er 1888 heiratete. Das Ehepaar bekam zwei Söhne und eine Tochter, die als Säugling starb.
Neben den Landschafts- und Seebildern beschäftigte sich Rodeck in den folgenden Jahren auch mit Figuren- und Porträtmalerei. Bis ins hohe Alter arbeitete er oft im Freien. Er war Mitglied und 2. Schriftführer im Hamburger Künstlerverein.
Im Alter litt er an Schwerhörigkeit. Im November 1907 hatte er einen Schlaganfall, dem weitere  folgten, und musste das Malen endgültig aufgeben. Er starb im Alter von 68 Jahren.

„Als das neue Rathaus [Hamburg] erbaut wurde, hatte er auch dafür wieder Bilder zu malen. Zwei größere im Vorzimmer der Bürgerschaft, ein großes Hafenbild und das Patriotische Gebäude bei Regenwetter und vier weitere Bilder von Ritzebüttel, Neuwerk und Cuxhaven in dem, von den Waisenkindern geschnitzten Zimmer.“

## Ausstellungen (Auswahl)
Er zeigte seine Werke in Öl und Aquarell auf vielen Kunstausstellungen, zuerst in Hamburg und Hannover, dann in Berlin, Dresden und München, und schließlich auch in Wien und in London in der Royal Academy.
- August 1890: Abend auf der Elbe bei Hamburg (Ölgemälde) in der Münchener Jahresausstellung im königlichen Glaspalast.[3]
- 18. Mai 1909: Carl Rodeck Nachlass-Ausstellung in der Kunstausstellung Carl Stendler in Hambrung.[4]
- 24., 25. und 26. Juni 1919: Ausstellung zur Versteigerung der Nachlässe C. Rodeck und H. Eggers … im Kunstauktionshaus G. Adolf Pohl.[5]